# Nietig kransbolletje
Het nietig kransbolletje (Capronia inconspicua) is een schimmel behorend tot de familie Herpotrichiellaceae. Hij leeft saprotroof op dood loofhout.

## Kenmerken
De ascomata zijn donker. De asci zijn 8-sporig. De ascosporen hebben 1 septum. De sporenmaat is 7–8 × 3–3,5 µm.

## Verspreiding
In Nederland komt het nietig kransbolletje uiterst zeldzaam voor.